# Palais des Beaux-Arts de Charleroi
Pour les articles homonymes, voir PBA.
Le Palais des Beaux-Arts (PBA) de Charleroi (Belgique) est une salle de spectacle et musée construit en 1957 par l'architecte Joseph André. 
L'immeuble actuel remplace un théâtre construit en 1901 par Auguste Bovyn. Ce bâtiment sera plusieurs fois transformé par le constructeur d'abord, par son nouveau propriétaire, Gustave Bernard, ensuite. 

## Historique

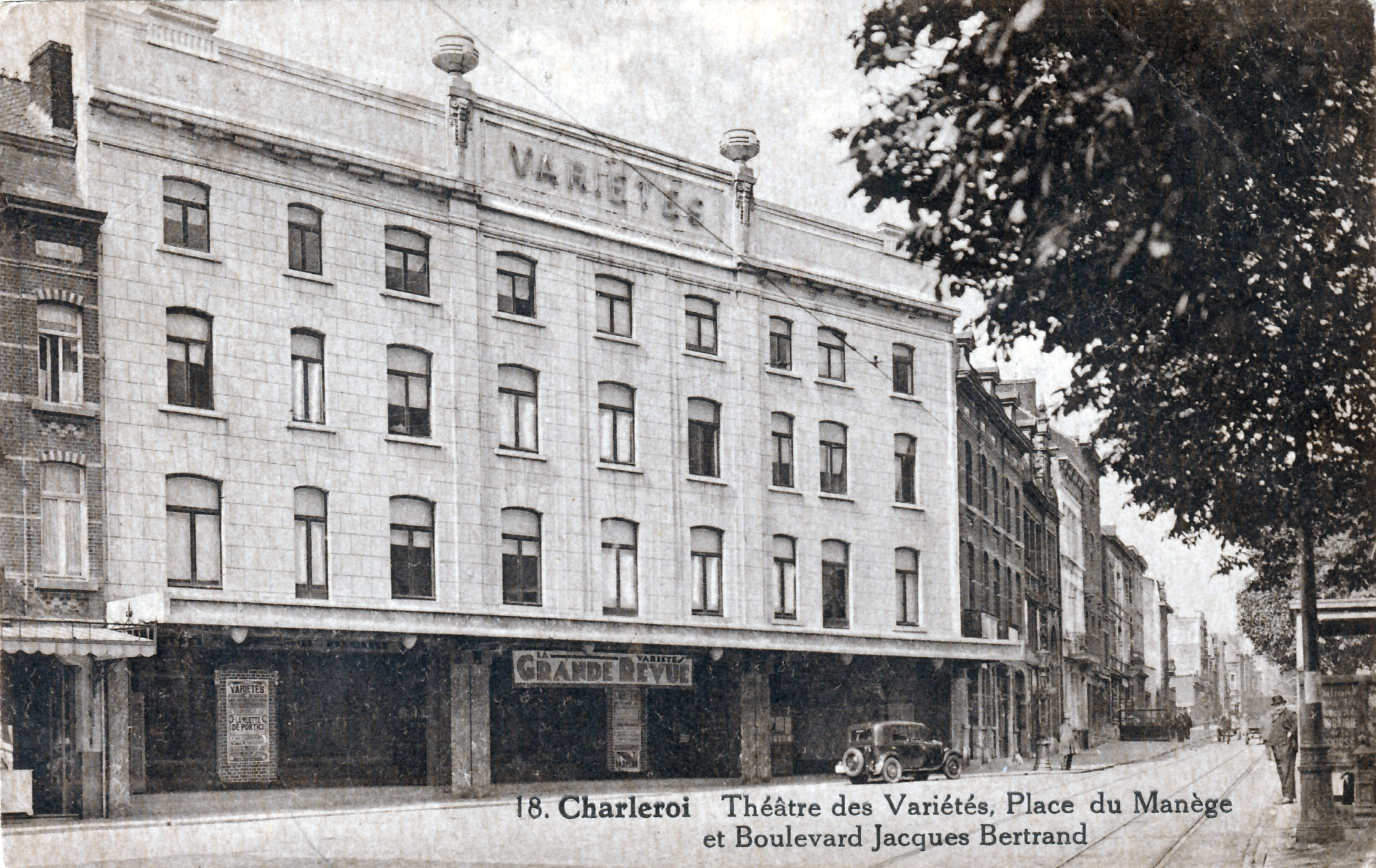
Le Théâtre des Variétés vers 1934.

Durant le XIXe siècle, la ville était régulièrement visitée par des troupes d'acteurs nomades, ce qui favorisa le développement d’infrastructures propres à ce moyen d'expression. Le plus célèbre se situait sur le côté est de la place du Manège. 
En 1901, Auguste Bovyn construit le « Cirque des Variétés » en matériaux durables. En même temps, il fait construire une série de maisons de commerce qui donnent un essor à cet endroit presque inhabité. Le cirque est agrandi et devient le « Théâtre des Variétés » pendant la Première Guerre mondiale. 
Il est acheté par Gustave Bernard vers 1919 qui le transforme en 1928. Les Variétés voient défiler des artistes, chanteurs, vedettes du music-hall tels que Félix Mayol, Paul Dalbret, Dranem, Maurice Chevalier, Marie Dubas ainsi que des hommes politiques comme Jules Destrée ou Émile Vandervelde,. En 1930, on y célébra le centenaire de l'indépendance de la Belgique par une série de vingt tableaux de Henrotte et André.
Au sous-sol est installé un cabaret-dancing « Au Normand », exploité par Herman Bernard, fils de Gustave. 
L'immeuble est démoli après la Seconde Guerre mondiale pour laisser la place au Palais des Beaux-Arts édifié de 1954 à 1957 d'après des plans de l'architecte local Joseph André.
De 1958 à 1979, le Palais des Beaux-Arts a accueilli les expositions annuelles d'œuvres artistiques du Cercle artistique et littéraire de Charleroi.

## Description

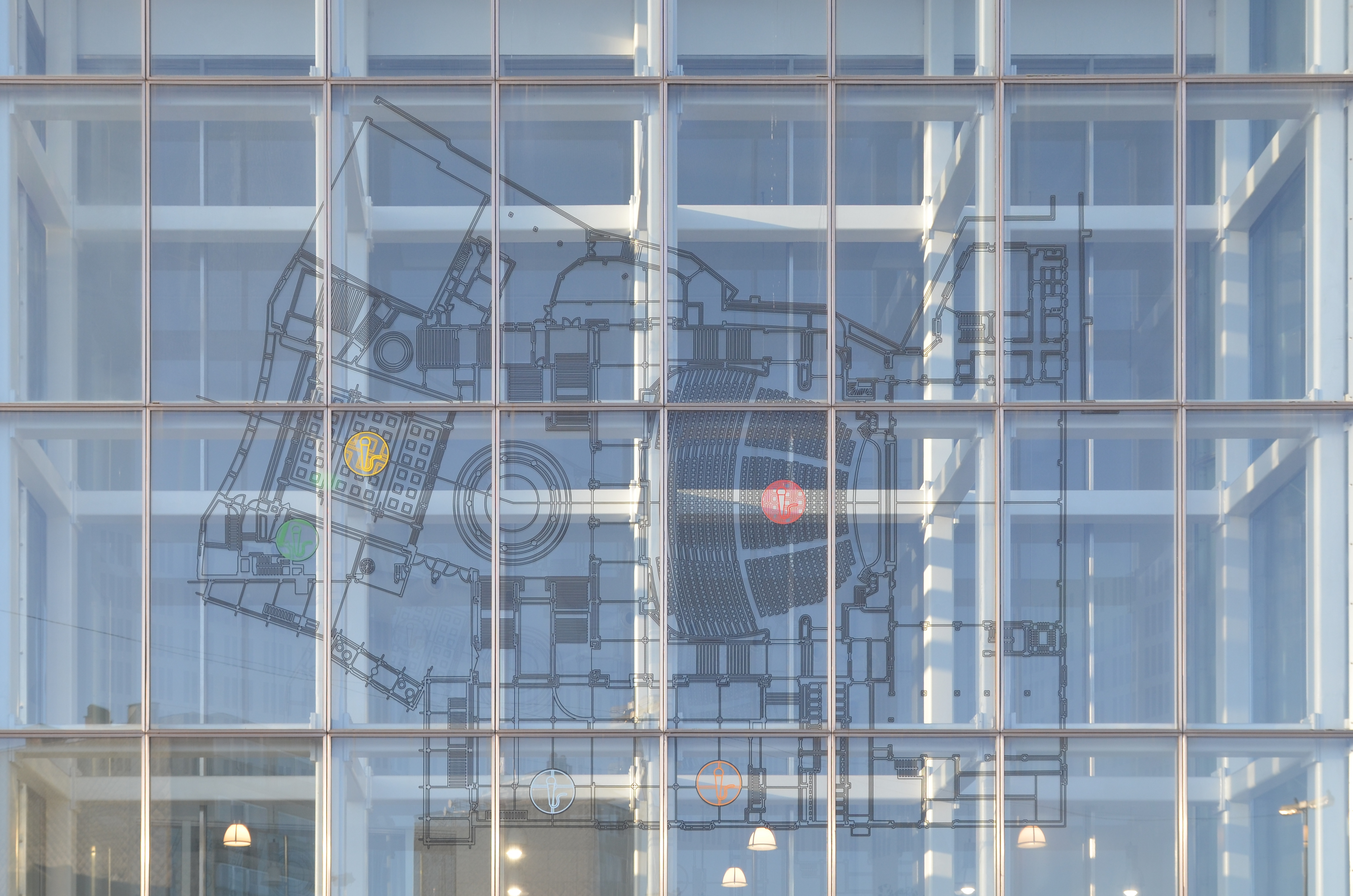
Filtered space, impression sur la façade en verre, 2001, Alec de Busschère.

L’édifice est construit sur un terrain exigu. En façade, côté place du Manège, il remplace le bâtiment précédent coincé entre des rangées de maisons. À l’arrière, il s’étend sur un terrain de remblai en déclivité vers le ruisseau de Lodelinsart. Cette configuration impose le déplacement de 70 000 m3 de terres et le battement de 1 688 pieux. 
La façade, légèrement incurvée, est percée de sept portes qui permettent au public d’avoir accès à un hall, un vestibule de 18 m sur 17 m. Au dessus de ce hall se situent la salle de congrès précédé d’un foyer. Des portes situées à gauches du vestibule conduisent à cet étage. En dessous du hall, en sous-sol, se trouve « La Réserve », espace conçu comme dancing comportant dès l’origine une piste de danse avec un plancher lumineux en verre. Ce sous-sol est accessible depuis l’extérieur.
Au-delà du vestibule se trouve un hall en rotonde qui donne accès à tous les niveaux de la salle de spectacle, des salles d’expositions et à la brasserie. Cette rotonde de huit colonnes de marbre noir permet de faire oublier le léger balancement du plan entre le vestibule et la salle de spectacle.
Un promenoir, qui donne également accès aux vestiaires et aux sanitaires, entoure la grande salle.

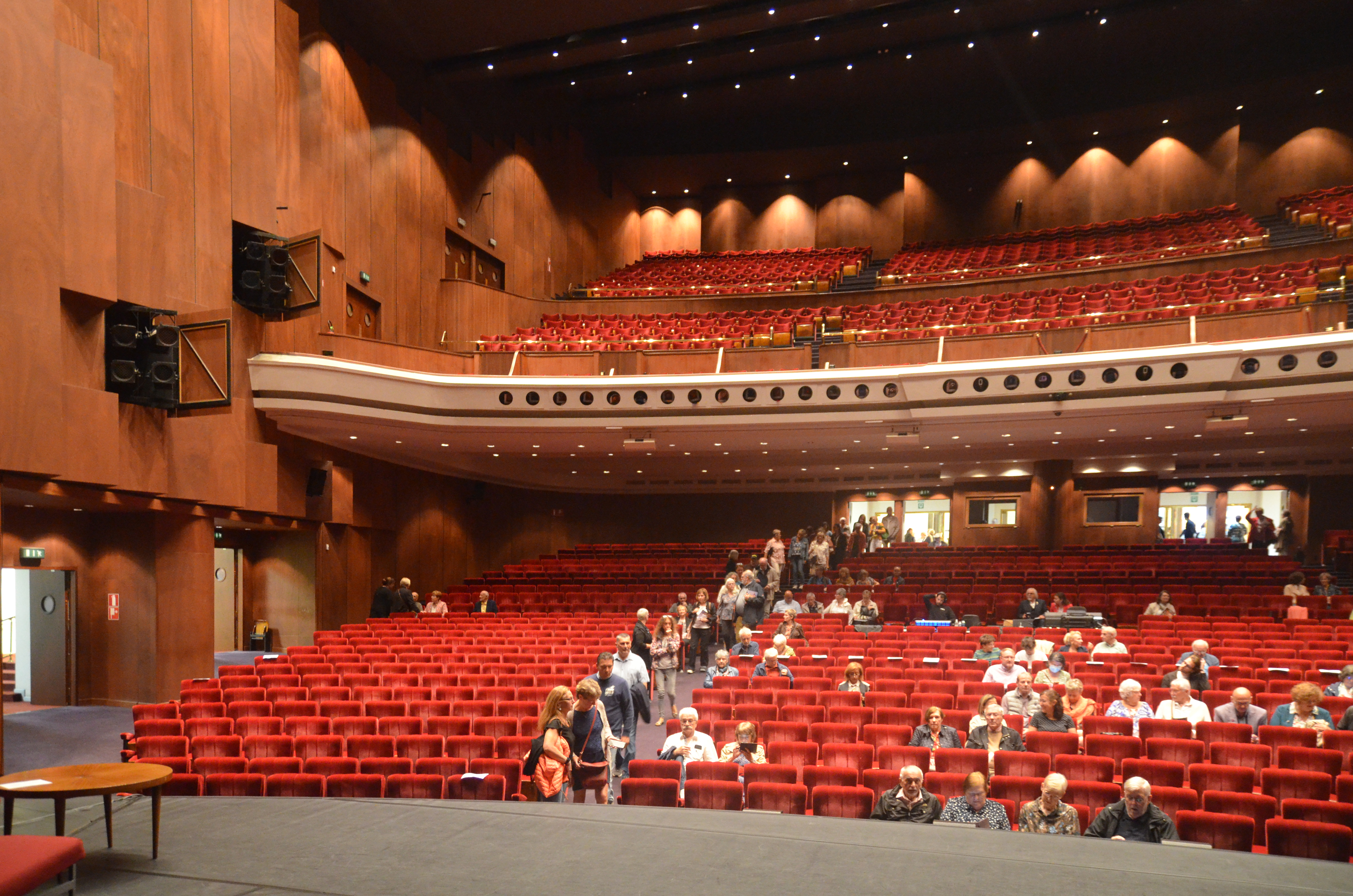
Grande salle vue depuis la scène.

La salle de spectacle est d’une capacité de 1 800 places réparties entre le rez-de-chaussée et un balcon d’une portée impressionnante pour l’époque de construction. Les parois et les balustrades sont couvertes de bois, tandis que les sols et les sièges sont en velours rouge. Le plateau de la scène est large de 20 m sur 28 m de profondeur. Le plafond technique est à une hauteur de 23 m. Une fosse d’orchestre complète le dispositif scénique. La grande salle a été conçue fondamentalement pour une mise en scène des spectacles lyriques. Si elle donne une grande satisfaction au public et aux professionnels qui l’occupent, elle n’est pas excepte des quelques défauts qui sont apparus à mesure de l’utilisation. Par exemple, l’ouverture du cadre de scène est insuffisante et la fosse d’orchestre est trop petite. 

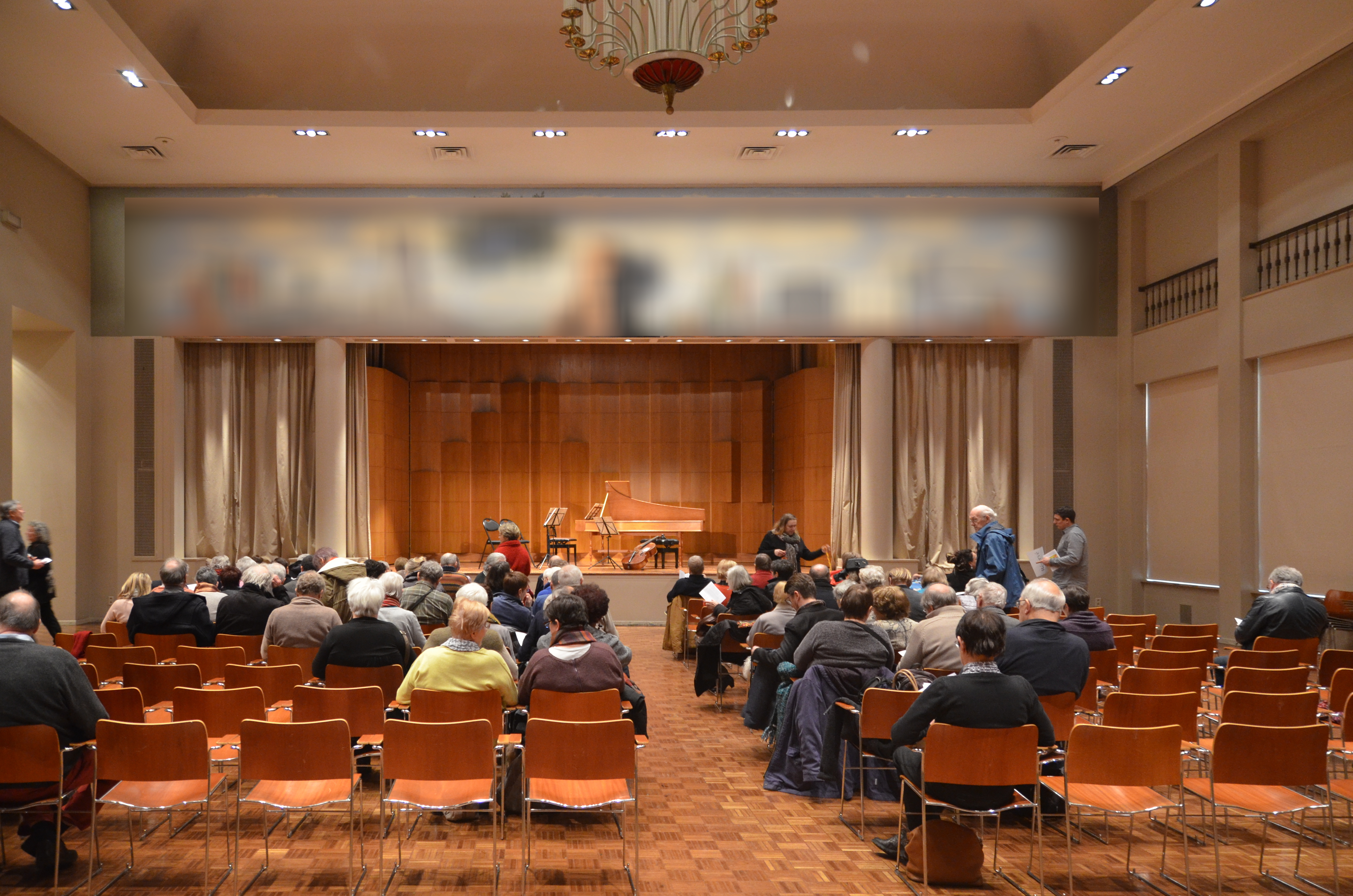
Vue vers la scène de la salle de congrès.

La salle de congrès est un espace polyvalent. La salle proprement dite fait 30 m sur 20 m et peut accueillir trois cents personnes assises. Elle comporte une petite scène et une galerie. Le grand foyer qui la précède est équipé de vestiaires, locaux sanitaires, bar et cuisine. 

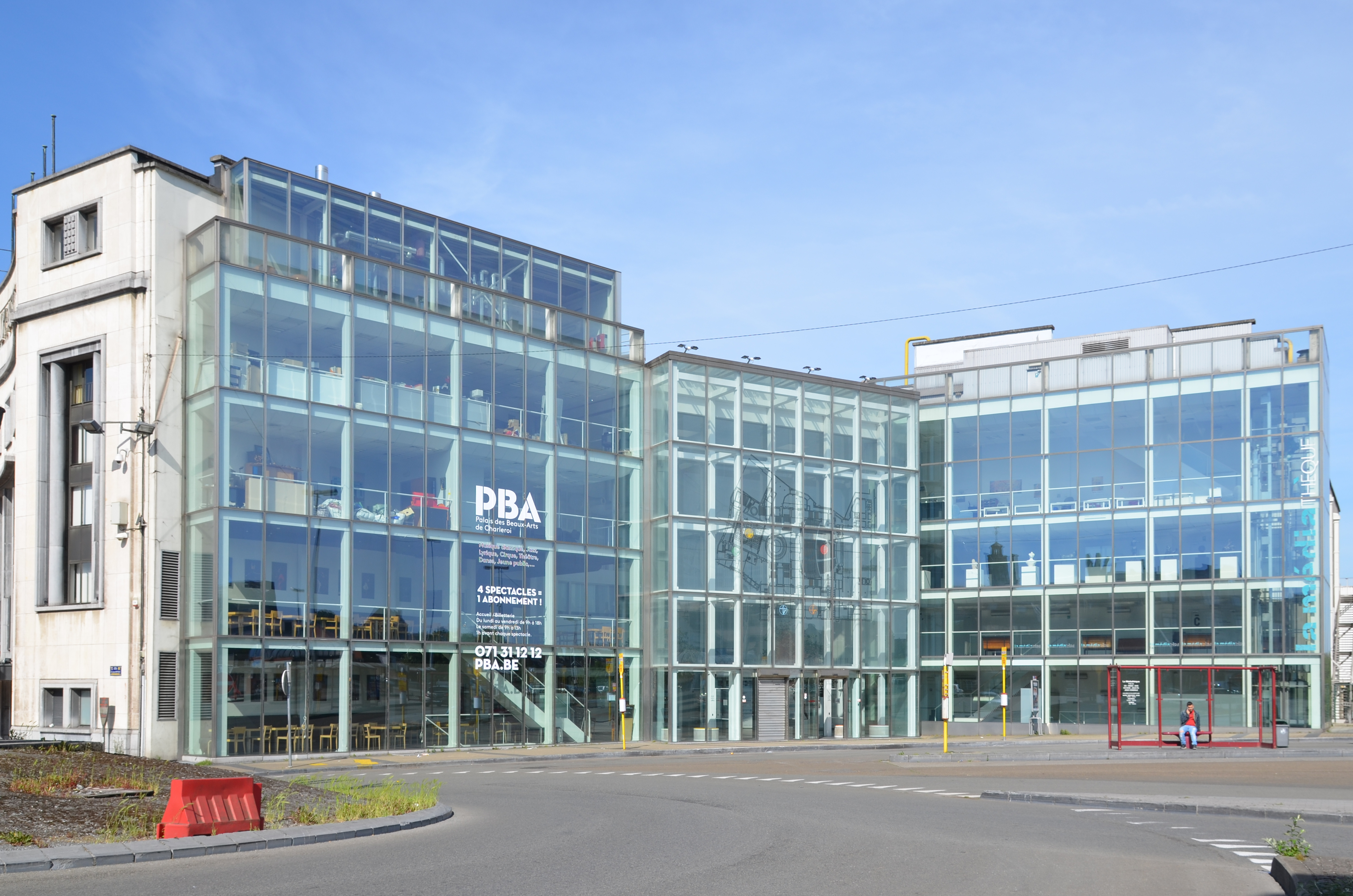
Façade en verre et acier offrant une nouvelle entrée publique.

À droite de la grande salle se trouvent deux grandes salles d’expositions, superposées, d’une superficie totale de 1 500 m2. La brasserie en dessous d’elles a accueilli une médiathèque de 2001 à 2022.
Au cours de son existence, le bâtiments a connu des travaux de rénovations comme par exemple l’enlèvement de l’amiante, le renouvellement des équipements techniques, l’amélioration de l’acoustique. 
Lors de la construction de la station de métro Beaux-arts, les maisons situées à la droite de l'entrée du bâtiment ont été démolies et l’espace a été aménagé en gare d’autobus. Dans un premier temps, l'ancien mur mitoyen entre le palais et ces habitations a été décoré d’une peinture murale.
En 1998-2000 y a été construite une extension, œuvre du bureau d'architecture Lhoas & Lhoas, avec une vaste façade en verre et acier créant ainsi un nouvel accès public.
En 2008, la Ville de Charleroi met à la disposition du PBA un ancien parking privé d’une superficie de 1 000 m2. Rénovée en 2022, la salle, nommée « le Hangar », peut accueillir quelque 340 personnes assises et près de 700 debout.
Fin mai 2025, un ancien hangar rénové, accolé au Palais des Beaux-Arts, devient un espace de répétition appelé « Studio PBA » pour accueillir les artistes en résidence.

## Ornementation
Au-dessus des portes d'entrées principales du bâtiment s'alignent sept bas-reliefs en pierre de Charles De Rouck et sept sculptures en cuivre de Jean Stalport.

Au centre du hall d'entrée est installée une sculpture de Marino Marini (« Il Miracolo ») et de part et d'autre de celle-ci des bas-reliefs d'André Hupet et d'Alphonse Darville.

Dans le hall d'honneur, les panneaux en verre sont signés Louis Van Lint. 

Dans l'accès à la Réserve les céramiques sont de Olivier Strebelle et de Pierre Caille.

Ossip Zadkine est l'auteur des deux bas-reliefs, représentant la poésie et la musique, qui décorent la grande salle, de part et d'autre de la scène. Il est également l'auteur d'un torse en cuivre battu placé à l'entrée de la grande salle.

Dans la salle de Congrès, au front de la scène, se trouve une composition murale de René Magritte (« La Fée ignorante »). Dans l'escalier qui y mène se trouvent des peintures d'Émile Tainmont et de Pierre Paulus.

Gustave Camus a réalisé des peintures murales dans ce qui était à l'origine la brasserie et qui est devenu ensuite la médiathèque. Sur le couronnement de l'escalier (aujourd'hui condamné) qui menait à l'ancienne brasserie se trouve une peinture murale, les Quatre Saisons, de Jean Ransy.
Lors de la création de l'extension, Alec de Busschère crée une installation permanente, Filtered space : impression sur verre, 5 systèmes de diffusion sonore, 5 micros, un ordinateur, 5 assises de couleurs différentes, séries d'algorithmes,.

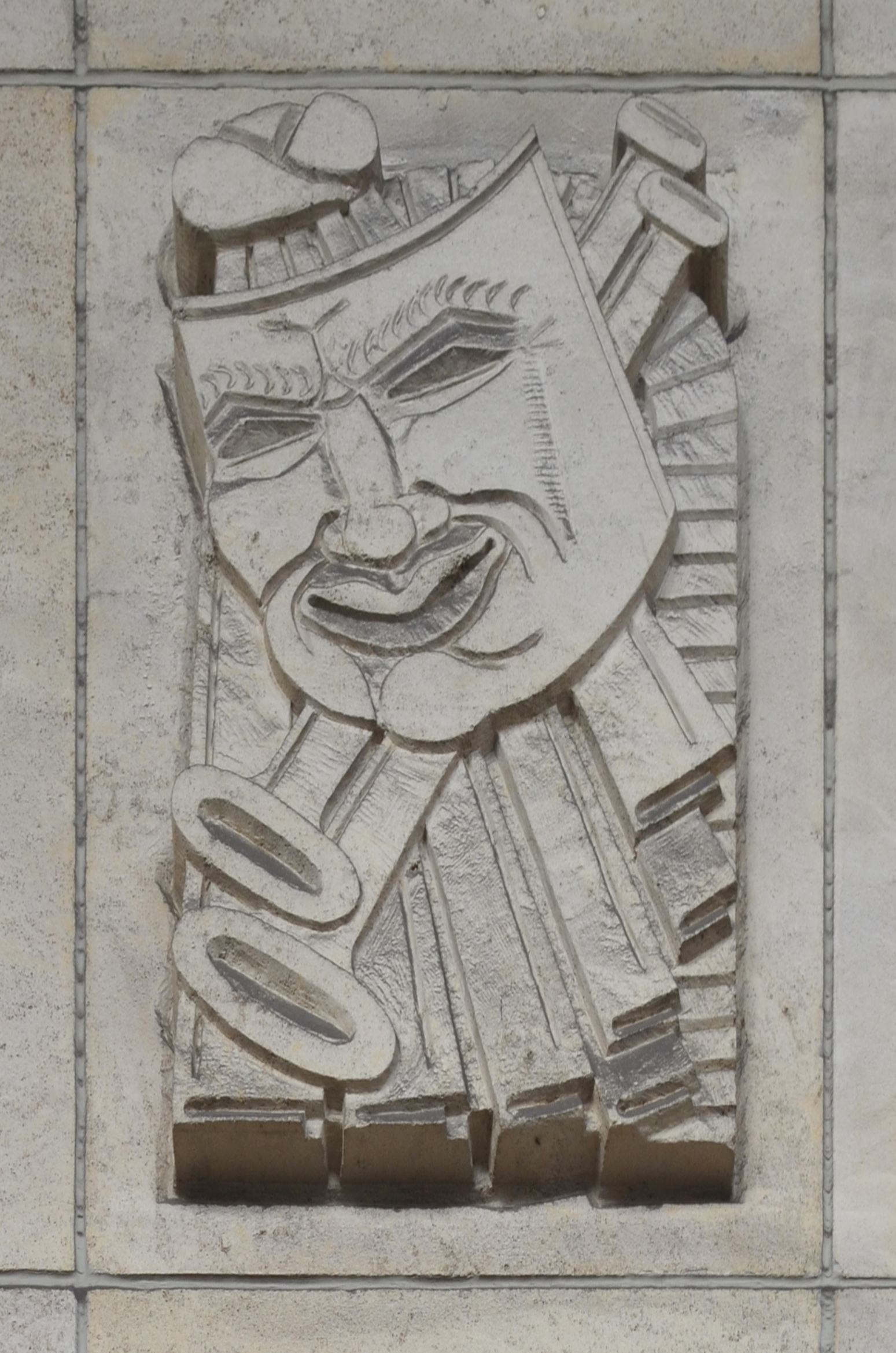
Bas-relief de Charles De Rouck.
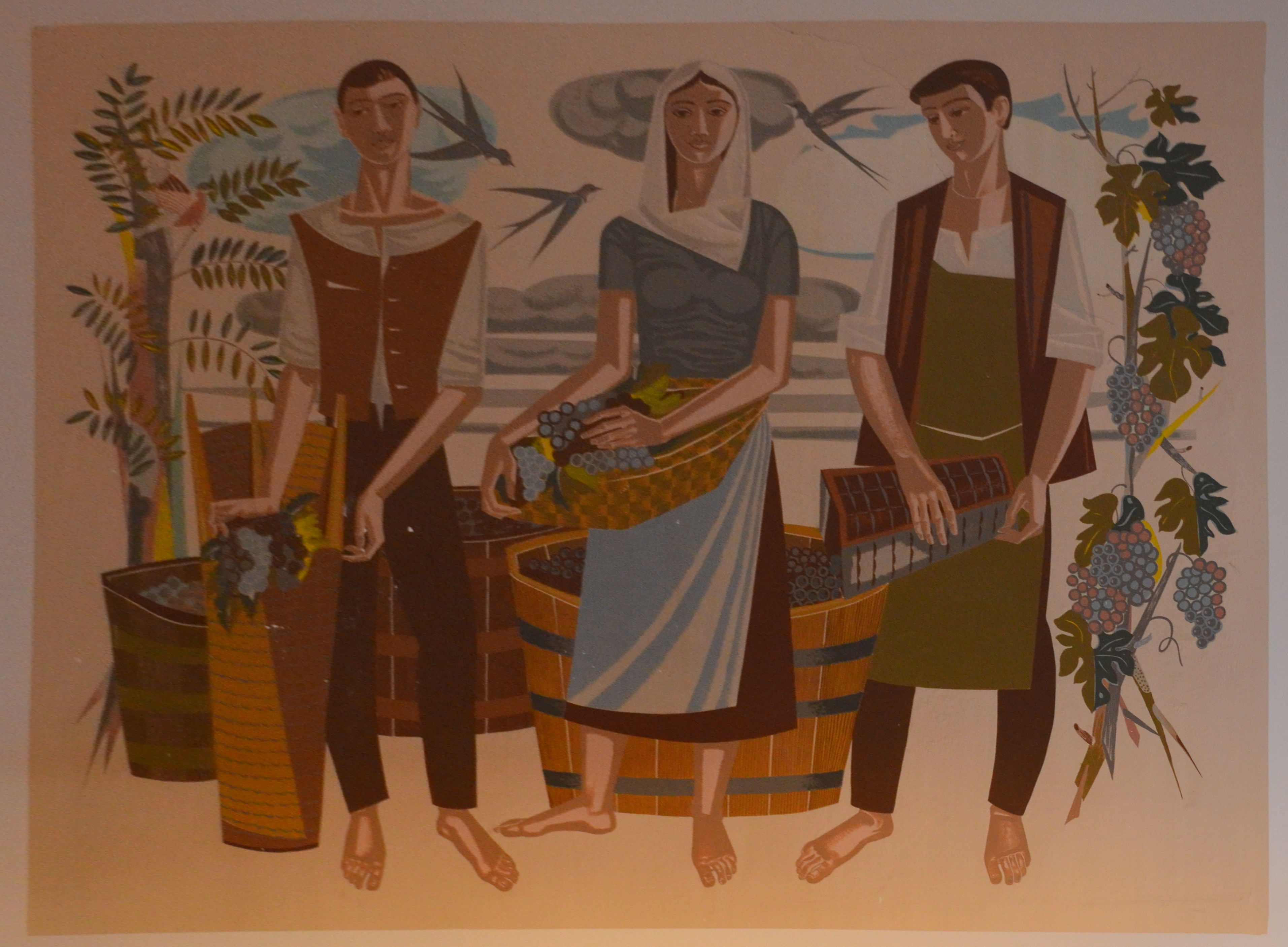
Peinture murale de Gustave Camus.
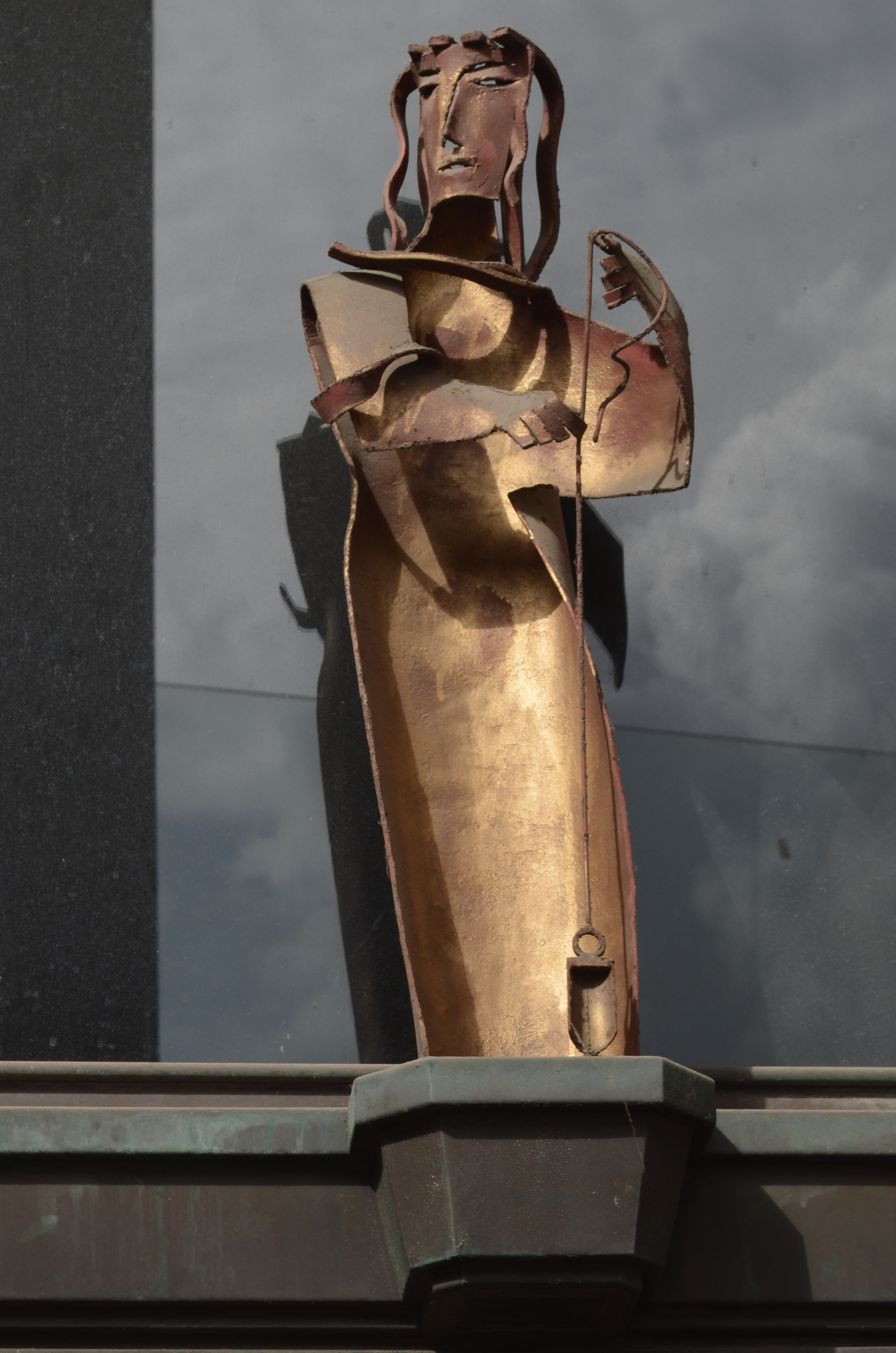
Sculpture de Jean Stalport.

## Musée des Beaux-Arts
Entre 2007 et 2022, le Musée des Beaux-Arts, transféré depuis l'hôtel de ville de Charleroi, était hébergé dans des salles du Palais des Beaux-Arts. Depuis décembre 2022, il est installé sur le site de l'ancienne Caserne Defeld,.

## Programmation
Chaque saison, les salles proposent des manifestations et une programmation diversifiée de pièces de théâtre, de danse et de cirque. Cet établissement propose aussi une diffusion d’œuvres lyriques telles que des comédies musicales ou de l’opéra. La grande scène du Palais des Beaux-Arts est le lieu de spectacle des plus grandes vedettes internationales de variétés.
Chaque année, le Palais des Beaux-Arts accueille en septembre une partie de la programmation du Festival Musical du Hainaut, faisant partie des Festivals de Wallonie.
Ce site propose aussi quelques « extras » :
- Des rencontres avec les équipes artistiques sont organisées.
- Les répétitions sont ouvertes au public.
- Le Palais des Beaux-Arts permet de suivre des ateliers pratiques.

## Rénovation du Palais des Beaux-Arts
Des aménagements, dans le cadre du projet de requalification urbaine Charleroi District Créatif, ont pour but d'améliorer son efficacité énergétique ainsi que son intégration urbaine sur la Place du Manège de Charleroi.